# O Suicídio de Saul
O Suicídio de Saul é uma pintura a óleo do artista renascentista holandês Pieter Bruegel, o Velho, pintada em 1562. Está na coleção do Museu Kunsthistorisches em Viena.

## Descrição
Uma inscrição na pintura identifica a cena raramente representada do suicídio de Saul após sua derrota pelos filisteus. Esses eventos são descritos em 1 Samuel 31, 1-5:

Os filisteus, pois, pelejaram contra Israel; e os homens de Israel fugiram de diante dos filisteus, e caíram mortos na montanha de Gilboa. E os filisteus perseguiram a Saul e a seus filhos; e mataram a Jônatas, e a Abinadabe, e a Malquisua, filhos de Saul. E a peleja se agravou contra Saul, e os flecheiros o alcançaram; e muito temeu por causa dos flecheiros.

Então disse Saul ao seu pajem de armas: Arranca a tua espada, e atravessa-me com ela, para que porventura não venham estes incircuncisos, e me atravessem e escarneçam de mim.

Porém o seu pajem de armas não quis, porque temia muito; então Saul tomou a espada, e se lançou sobre ela.— 1 Samuel 31:1-5, NKJV
Bruegel escolheu o momento altamente dramático da morte do escudeiro, exatamente quando os filisteus estão se aproximando.Ver primeiro detalhe
A morte de Saul foi interpretada como uma punição de orgulho - foi entre os orgulhosos que Dante conheceu Saul no Purgatório - e isso pode explicar a escolha de Bruegel de um assunto tão incomum.
Como com a maioria dos seus temas retirados da Bíblia, Bruegel trata o suicídio de Saul como um evento contemporâneo, mostrando os exércitos com suas armaduras do século XVI. Em 1529, o pintor alemão Albrecht Altdorfer havia mostrado o confronto das forças de Alexandre, o Grande e Dario na Batalha de Issus e, em muitos outros aspectos, Bruegel teve semelhança com Altdorfer, particularmente na representação da pequenas figuras em massa dos soldados e seus "montes" de lanças.
O Suicídio de Saul é uma tentativa precoce de Bruegel de conciliar paisagem e figura. Se comparado com um de seus trabalhos mais recentes, The Magpie on the Gallows, de 1568, suas fraquezas são aparentes: o primeiro plano e o fundo não estão reconciliados e o afloramento saliente da rocha no centro,ver o segundo detalhe é um dispositivo maneirista que é possível rever em Caminho do Calvário. No entanto, a paisagem distante é vista através de uma névoa cintilante, que parece ter o efeito de enfatizar os detalhes do primeiro plano, e isso representa um novo estágio na evolução da representação de Bruegel da paisagem naturalista.

Detalhes
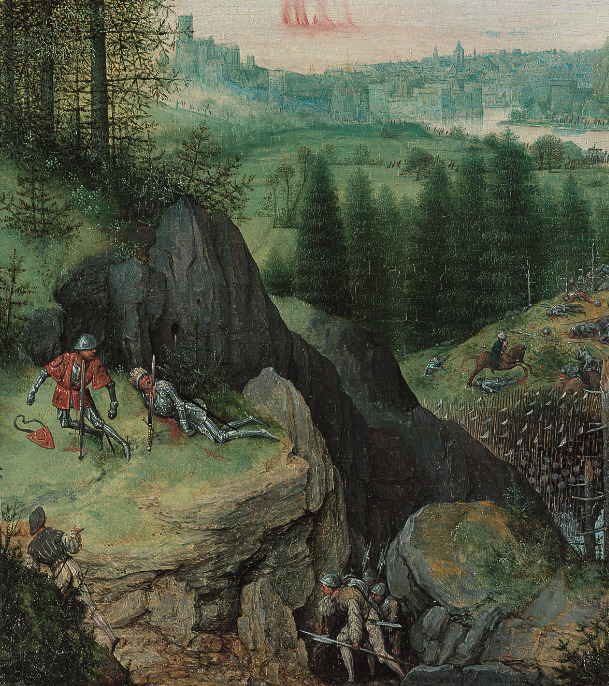
Detalhe 1
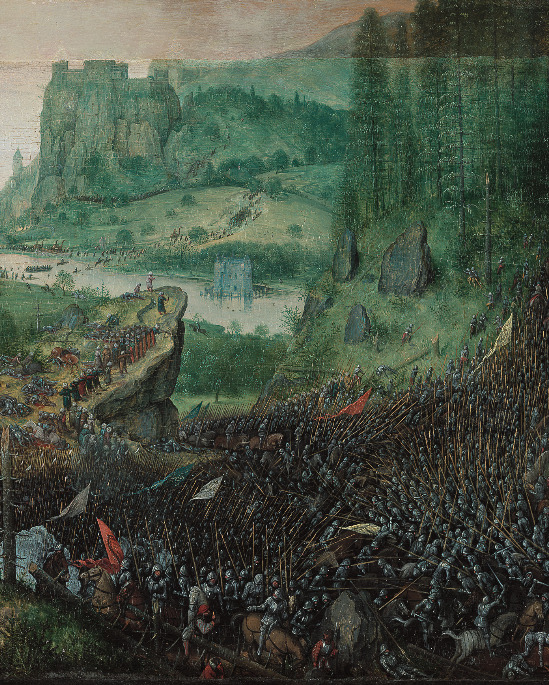
Detalhe 2